# Cordia tortuensis
Cordia tortuensis là loài thực vật có hoa trong họ Mồ hôi. Loài này được Urb. & Ekman mô tả khoa học đầu tiên năm 1927.